# Domeniu c.m.m.d.c.
În matematică un domeniu c.m.m.d.c. sau domeniu GCD (din engleză greatest common divisor – GCD = c.m.m.d.c.) este un domeniu de integritate R cu proprietatea că oricare două elemente au un cel mai mare divizor comun (c.m.m.d.c.). Adică există un ideal principal minim unic care conține idealul generat de cele două elemente date. Echivalent, oricare două elemente din R au un cel mai mic multiplu comun (c.m.m.m.c.).
Un domeniu c.m.m.d.c. generalizează un inel factorial la o versiune nenoetheriană în următorul sens: un domeniu de integritate este un inel factorial dacă și numai dacă este un domeniu c.m.m.d.c. care satisface condiția lanțului ascendent pe idealele principale (și în special dacă este noetherian).

## Proprietăți
Orice element ireductibil al unui inel factorial este prim. Un inel factorial este un domeniu de integritate închis întreg, iar fiecare element nenul este principal. Cu alte cuvinte, fiecare domeniu GCD este un domeniu Schreier.
Pentru fiecare pereche de elemente x, y ale unui inel factorial R, un c.m.m.d.c. d al x și y și un c.m.m.m.c. m al x și y pot fi alese astfel încât dm = xy, sau, altfel spus, dacă x și y sunt elemente nenule și d este c.m.m.d.c. d al lui x și y, atunci xy/d este c.m.m.m.c. al lui x și y și reciproc. Urmează că existența c.m.m.d.c. și c.m.m.m.c. transformă R/~ într-o latice distributivă⁠(d), unde „~” indică relația de echivalență a elementelor asociate. Echivalența dintre existența c.m.m.d.c. și c.m.m.m.c. nu este un corolar al rezultatului similar pe latice complete⁠(d), deoarece R/~ nu trebuie să fie o latice completă pentru un inel factorial R.
Dacă R este un inel factorial, inelul polinoamelor R[X1,...,Xn] este, de asemenea, un inel factorial.
R este un inel factorial dacă și numai dacă intersecțiile finite ale idealelor sale principale sunt principale. În special, {\displaystyle (a)\cap (b)=(c)}, unde {\displaystyle c} este c.m.m.m.c pentru {\displaystyle a} și {\displaystyle b}.
Pentru un polinom în X peste un inel factorial se poate defini conținutul său ca c.m.m.d.c. al tuturor coeficienților săi. Atunci valoarea unui produs de polinoame este produsul valorilor lor, așa cum este exprimat prin lema lui Gauss⁠(d), care este valabilă peste inelele factoriale.

## Exemple
- Un domeniu Bézout⁠(d) (adică un domeniu de integritate în care orice ideal finit generat este principal) este un inel factorial. Spre deosebire de un domeniu cu ideale principale⁠(d) (unde orice ideal este principal), un domeniu Bézout nu trebuie să fie un inel factorial. Un domeniu de integritate este un domeniu Prüfer⁠(d) c.m.m.d.c. dacă și numai dacă este un domeniu Bézout.[3]
- Un inel monoid comutativ {\displaystyle R[X;S]} este un inel factorial dacă {\displaystyle R} este un inel factorial și {\displaystyle S} este un semiinel factorial fără torsiune⁠(d) anulator. Un semiinel factorial este un semigrup cu proprietatea suplimentară că pentru orice {\displaystyle a} și {\displaystyle b} din semigrupul {\displaystyle S}, există un {\displaystyle c} astfel încât {\displaystyle (a+S)\cap (b+S)=c+S}. În special, dacă {\displaystyle G} este un grup abelian, atunci {\displaystyle R[X;G]} este un inel factorial dacă {\displaystyle R} este un inel factorial și {\displaystyle G} este fără torsiune.[4]
- Inelul {\displaystyle \mathbb {Z} [{\sqrt {-d}}]} nu este un inel factorial pentru orice număr liber de pătrate {\displaystyle d\geq 3.}[5]